# Гредин, Пётр Тимофеевич
Пётр Тимофеевич Гредин (1 декабря 1925 — 8 февраля 1980) — телефонист взвода связи 1147-го стрелкового полка 353-й стрелковой дивизии 46-й армии 3-го Украинского фронта, Герой Советского Союза.

## Биография

### Ранние годы
Пётр Тимофеевич Гредин родился 1 декабря 1925 года в станице Севастопольская ныне Майкопского района Республики Адыгея в семье русского крестьянина. Окончив 5 классов, Гредин работал разнорабочим.

### Участие в Великой Отечественной войне
В преддверии фашистской оккупации родной станицы в 1942 году 16-летний Пётр Гредин добился призыва на фронт и стал телефонистом 3-го стрелкового батальона 1147-го стрелкового полка 353-и стрелковой дивизии.
Вступив в ряды Красной Армии в августе 1942 года, уже в сентябре Гредин прибыл на фронт. Начав службу рядовым связистом, Гредин воевал на Северо-Кавказском, Закавказском, Степном, Юго-Западном и 3-м Украинском фронтах, в итоге дослужившись до должности командира взвода связи.
Боевой путь Пётра Гредина начался с битвы за Кавказ, где Гредин участвовал в обороне Туапсе. 1147-й стрелковый полк, занимая оборону на горе Семашхо, вёл тяжёлые бои, отбивая атаки горнострелковых немецких частей, прорывавшихся к Туапсе. В боях Гредин неоднократно, не дожидаясь указаний командования, бежал исправлять повреждения телефонной линии, рискуя жизнью. С переходом в январе 1943 года Черноморской группы войск в контрнаступление с целью разгрома Краснодарской группировки противника Гредин сражался на территории Адыгеи, освобождая Ассоколай, Понежукай, Козет, Хаджимуков, Энем, Яблоновский и другие населённые пункты республики.
В дальнейшем Пётр Гредин в составе 353-й стрелковой дивизии освобождал Левобережную Украину, Донбасс и участвовал в наступлении советских войск на Правобережной Украине. Овладев 25 октября 1943 года городом Днепродзержинск, 353-я стрелковая дивизия продвигалась с боями в направлении на Кривой Рог и в ожесточённом бою 5 декабря овладела селом Назаровка Днепропетровской области. В том бою Гредин под огнём противника исправил 9 повреждений телефонной линии, обеспечив бесперебойную связь командира батальона П. Г. Новосельцева с ротой. На следующий день при отражении контратаки немцев Гредин из винтовки уничтожил двух солдат противника и был награждён медалью «За отвагу».
1 января 1944 года в 6 часов утра 1147-й стрелковый полк перешёл в наступление в трёх километрах южнее Назаровки и в ожесточённом бою к 14 часам овладел высотой 133,7, имевшей важное тактическое значение. Прорвать глубоко эшелонированную оборону частей и подразделений 304-й пехотной и 9-й танковой дивизий противника полк не смог и перешёл в составе дивизии к закреплению захваченного рубежа. Оборонять высоту 133,7 было поручено 9-й стрелковой роте лейтенанта Николая Улитина, состоявшей из 22-х человек. Ей была придана рота противотанковых ружей в количестве 10 человек, а рядовому Гредину было приказано обеспечить командира батальона телефонной связью с этой ротой.
2 января противник предпринял восемь контратак, бросив в бой до 300 человек пехоты при поддержке 22-х танков и самоходных орудий «Фердинанд». Защитники высоты отбили семь контратак, а Гредин под артиллерийским, пулемётным и миномётным огнём исправил 15 повреждений телефонной линии. Пользуясь туманом и не считаясь с большими потерями, немцы предприняли восьмую атаку и зашли с фланга, ворвавшись в траншеи 9-й стрелковой роты. Не сдавая позиций, защитники продолжали вести бой, местами переходивший в рукопашную. Сам Гредин продолжал поддерживать бесперебойную связью с комбатом, при этом уничтожая немцев автоматным огнём. К концу восьмой атаки немцев из защитников высоты в живых остались рядовой Гредин, сержант Павел Тезиков и рядовой В. Слесаренко, который сумел выбраться, будучи заваленным танками землёй. Гредин в трёх местах починил линию связи, находясь в нескольких метрах от вражеской самоходки и вызвал артиллерийский огонь на себя. На крики немцев «Рус, сдавайся» Гредин, Тезиков и Слесаренко открыли шквальный огонь из автоматов, уничтожив до 15 солдат противника. Благодаря героическим действиям защитников высоты и, в частности, артиллерийской корректировке Гредина, немцы потеряли на этом участке восемь танков и до 200 солдат и офицеров. В тот день Гредин лично уничтожил до 25 солдат противника. Подоспевшие подразделения Красной Армии выбили остатки немецких частей, закрепив удержание высоты. Раненого и контуженого Гредина нашли под подбитым фашистским танком.
Указом Президиума Верховного Совета СССР от 19 марта 1944 года за образцовое выполнение боевых заданий командования на фронте борьбы с немецко-фашистскими захватчиками и проявленные при этом мужество и героизм красноармейцу Гредину Петру Тимофеевичу присвоено звание Героя Советского Союза с вручением Ордена Ленина и медали «Золотая Звезда» (№ 3451). Вместе с Грединым этого звания был посмертно удостоен сержант Тезиков.
В мае 1944 года красноармеец Гредин был направлен на 5-месячные курсы младших лейтенантов 3-го Украинского фронта. После их окончания он вернулся в родной полк, который в это время вёл боевые действия в Болгарии, и возглавил свой взвод связи в 3-м батальоне, в рядах которого он участвовал в освобождении Югославии и Венгрии. День Победы лейтенант Гредин встретил на территории Чехословакии.

### После войны
После войны Пётр Гредин продолжал службу в армии, став радиотехником 68-го отдельного полка связи 10-й механизированной армии. В 1947 году капитан Гредин вышел в запас и работал в родной станице Севастопольской заготовителем, шофёром, токарем на деревообработке, затем рабочим в плодосовхозе станицы Абадзехской. До последних дней Гредин принимал активное участие в военно-патриотическом воспитании молодёжи.
8 февраля 1980 года Пётр Тимофеевич Гредин скончался. Похоронен в станице Абадзехская.

## Награды
- Медаль «Золотая Звезда» (№ 3451).[4]
- Орден Ленина (19.03.44).[4]
  - медали, в том числе:
  - Медаль «За отвагу» (16.12.43)[5]
  - Медаль «За оборону Кавказа» (01.05.44)[6]
  - «В ознаменование 100-летия со дня рождения Владимира Ильича Ленина» (6 апреля 1970)
  - «За победу над Германией в Великой Отечественной войне 1941—1945 гг.» (9.5.1945)[7]
  - «20 лет Победы в Великой Отечественной войне 1941—1945 гг.» (7 мая 1965[8])
  - «30 лет Победы в Великой Отечественной войне 1941—1945 гг.»[9]
  - «Ветеран труда»
  - «30 лет Советской Армии и Флота»[10]
  - «40 лет Вооружённых Сил СССР»[11]
  - «50 лет Вооружённых Сил СССР» (26 декабря 1967[12])
  - «60 лет Вооружённых Сил СССР» (28 января 1978[13])

- Знак «25 лет победы в Великой Отечественной войне» (1970)

## Память

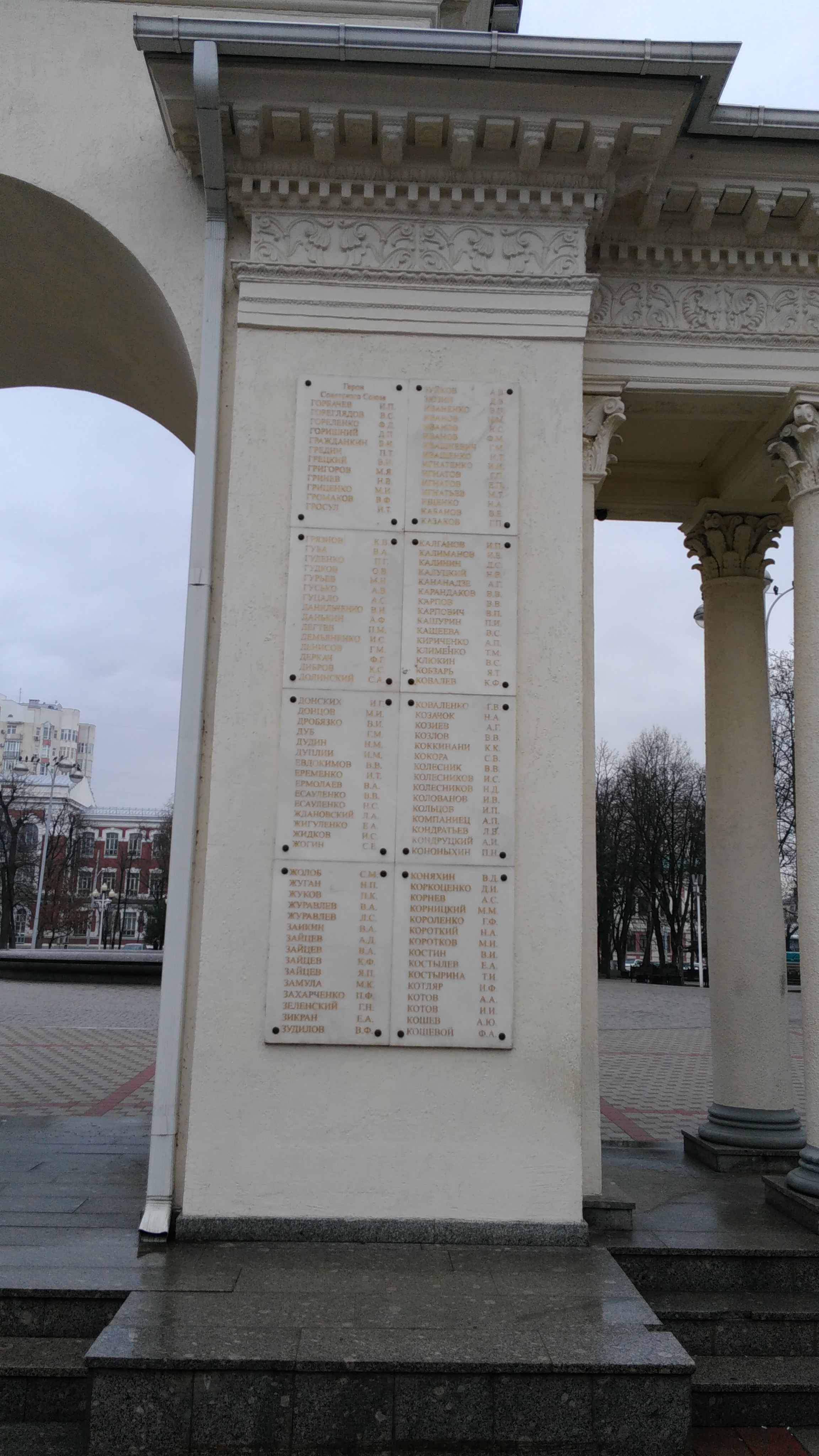
Имя Героя на мемориальной арке в Краснодаре. (Г-К)

- Имя Героя увековечено на мемориальной арке в Краснодаре.
- Имя Героя высечено золотыми буквами в зале Славы Центрального музея Великой Отечественной войны в Парке Победы города Москвы.
- На могиле установлен надгробный памятник.
- В станице Абадзехская установлен памятник.
- Средняя школа № 28 в станице Севастопольской, где учился Герой, носит его имя. На здании школы установлена мемориальная доска.
- В честь Героя районной администрацией учреждена студенческая стипендия его имени.